# Första engelsk-nederländska kriget
Första engelsk-nederländska kriget (engelska First Anglo-Dutch War eller First Dutch War, nederländska: Eerste Engelse Zeeoorlog ("Det första engelska sjökriget") var en militär konflikt mellan kungariket England och Republiken Nederländerna som pågick från år 1652 till 1654. Kriget var det första av en rad krig mellan England och Nederländerna. (se: Engelsk-nederländska krigen.) 
Orsaken till krigsutbrottet var handelsdispyter, och kriget inleddes med ett antal mindre engelska angrepp på nederländska handelsskepp. Det utvecklade sig till ett omfattande sjökrig med stora sammandrabbningar. Den engelska flottan fick kontroll över sjöområdena utanför England, och i fredsförhandlingarna tvingades holländarna att acceptera ett engelskt monopol på handeln mellan England och dess kolonier. 
Det första större slaget var vid Kentish Knock i oktober 1652. Där besegrade den engelske amiralen Robert Blake sin holländska motpart amiral Witte de With. Engelsmännen trodde kriget var över men i december samma år besegrades Robert Blake av Maarten Tromp i slaget vid Dungeness. Holländarna vann en del mindre segrar och fick kontroll över såväl engelska kanalen som Medelhavet. Robert Blake hade emellertid under tiden utarbetat en ny taktik, linjetaktiken, och kunde därmed år 1653 besegra holländarna i slaget vid Scheveningen utanför den holländska kusten. I slaget dödades Maarten Tromp och krigshandlingarna mellan de båda länderna upphörde p.g.a. krigströtthet hos båda parter. På våren 1654 beslöt man att skriva under ett fredsavtal.

## Se vidare
1. Engelsk-nederländska krigen